# Prebersee
Der Prebersee ist ein Bergsee in den Schladminger Tauern im österreichischen Bundesland Salzburg. Der Braunwassersee mit anrainenden Mooren liegt am Fuß des namensgebenden Berges und bildet eines der beliebtesten Ausflugsziele im Nahbereich des Lungauer Bezirkshauptortes Tamsweg. Überregionale Bekanntheit genießt das mitunter als Moorsee bezeichnete Stillgewässer aufgrund des jährlichen Wasserscheibenschießens, das auch auf dem nahegelegenen Schattensee praktiziert wird.

## Lage und Umgebung
Der Prebersee liegt auf 1514 m ü. A. in einem Hochtal am Südfuß des Preber (2740 m). Das Tal wird nördlich vom Hochgebirgsraum der Schladminger Tauern mit den Gipfeln Golzhöhe, Roteck und Preber sowie südöstlich vom moorreichen Überling-Plateau begrenzt. Wenige hundert Meter nordöstlich des Seeufers liegt eine Talwasserscheide (1527 m), die das Einzugsgebiet des Sees und des nach Süden entwässernden Preberbaches von jenem des Freisterbaches (nach Osten zum Rantenbach) trennt. Westlich scheidet die Mittelgebirgsschwelle von Lärchriegel (1723 m) und Lercheck (1699 m) das Gebiet vom Lessachtal. Der Prebersee ist sowohl von Tamsweg als auch aus der Steirischen Krakau – die steirische Landesgrenze verläuft rund drei Kilometer östlich des Sees – auf Straßen erreichbar. Er ist Teil des Biosphärenparks Lungau-Nockberge und des Landschaftsschutzgebiets Niedere Tauern.

## Limnologie

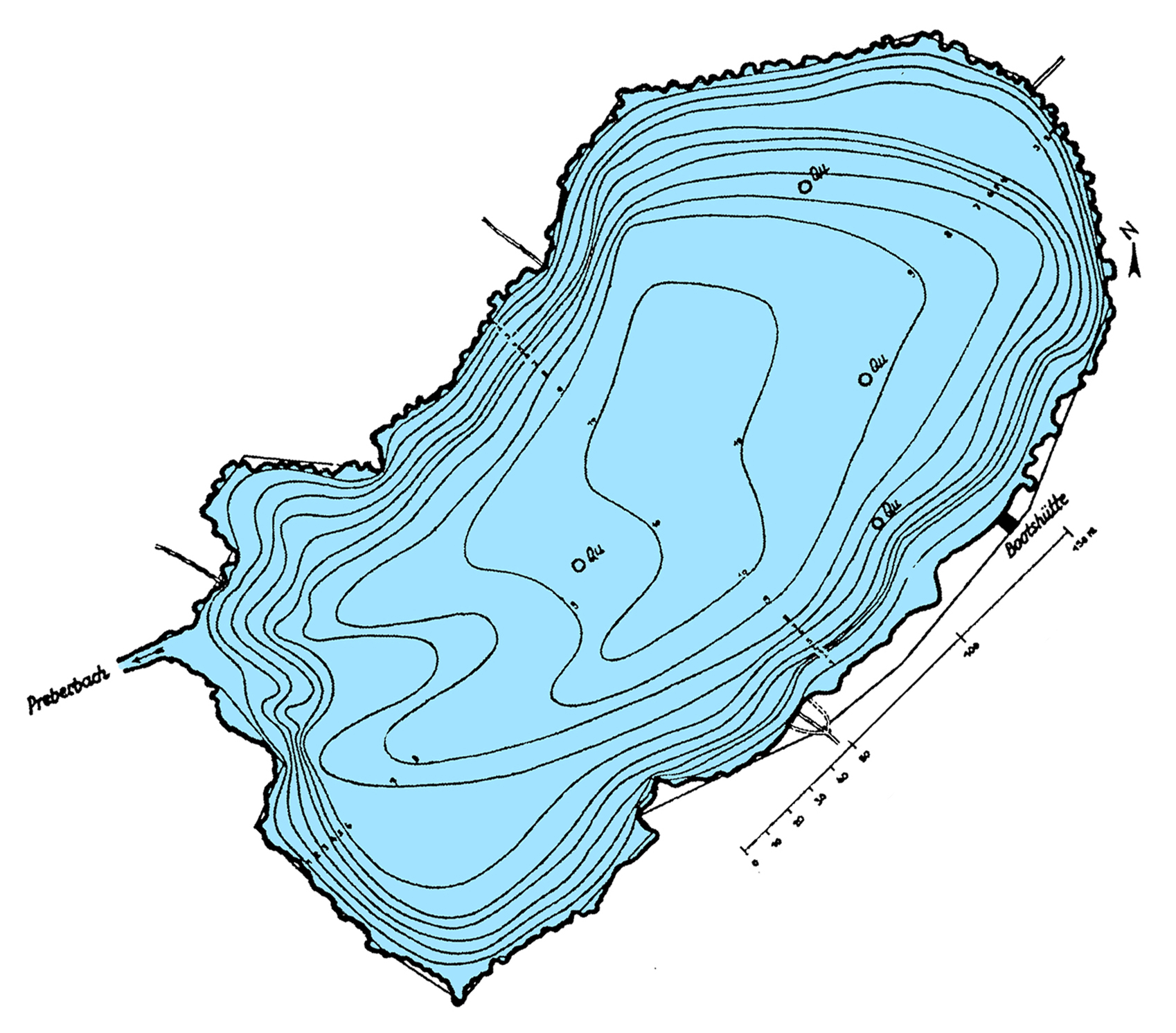
Isobathenkarte des Prebersees (genordet, aufgenommen in den Jahren 1924, 1925 und 1940)

Der im Mittel gut sechs Meter tiefe Prebersee liegt in einer glazialen Schliffkehle, die sich in eine Antiklinale von Bundschuhgneis, Hornblendegneis und festem Zweiglimmergneis bettet. Südlich tritt ein Marmorzug mit steil nach Norden und Süden gerichteten Abbrüchen zutage. Das drei Quadratkilometer umfassende Einzugsgebiet ist größtenteils von Wald und Almweiden bedeckt.
Von besonderer Bedeutung für die Limnologie des Gewässers sind die angrenzenden Moore mit bis zu zwei Meter mächtigen Torflagen am Nordost- und Südufer. Der allochthone Eintrag von Huminstoffen sorgt für einen dystrophen Gewässerzustand (Braunwassersee). Er bewirkt unter anderem eine starke Abnahme des Sauerstoffgehalts mit zunehmender Tiefe. Die für Salmonidae kritische Menge von vier Milligramm Sauerstoff pro Liter wird bereits zwischen vier und fünf Metern Tiefe unterschritten. Auf dem Seegrund herrscht eine Konzentration gelösten organischen Kohlenstoffes von 6,5 Milligramm pro Liter bei geringen Nitratwerten und Anreicherung von Ammoniumstickstoff und Phosphor sowie Sulfatreduktion.
Das Wasser des Prebersees ist sehr weich, chlorid- und sulfatarm sowie leicht alkalisch bis schwach sauer. Für einen Braunwassersee bestehen relativ große Schichttiefen von bis zu drei Meter. Unter drei Meter Tiefe bildet sich im Sommer eine deutliche Sprungschicht. Sowohl Phyto- als auch Zooplankton entwickeln sich in geringen bis mäßigen Zahlen. Der gewichtete mittlere Phosphorgehalt zeigt ein mesotrophes Gewässer, das sich aufgrund geringer menschlicher Einflussnahme einen weitgehend natürlichen Zustand bewahren konnte.

## Flora und Fauna

### Vegetation und Flora
Großräumig ist der Prebersee von montanen Lärchen- und Fichtenwäldern umgeben. In unmittelbarer Ufernähe prägen Feucht- und Moorrandwiesen sowie Hoch- und Übergangsmoore das Landschaftsbild. Einen besonders wertvollen Lebensraum stellt das Latschen-Hochmoor östlich des Sees dar. Aufgrund der braunen Färbung des Seewassers und des damit einhergehenden Lichtmangels in den tieferen Schichten gedeihen dort nur wenige Wasserpflanzen wie etwa das Alpen-Laichkraut. Der geringe Sauerstoffgehalt hat bei Verschmutzungen des Wassers lange Selbstreinigungszeiten zur Folge. In den Mooren und auf den Moorwiesen wachsen Pflanzen, die sich mehr oder weniger an den Nährstoffmangel angepasst haben, darunter Rundblättriger Sonnentau, Scheiden-Wollgras, Sumpfenzian, Mehlprimel und Rosmarinheide.

### Fauna
Am und um den See kommen Reptilien und Amphibien wie Bergeidechse, Kreuzotter, Bergmolch und Grasfrosch vor. Die zerrüttete und unterspülte Uferlinie bietet dem Edelkrebs ein Habitat. Darüber hinaus besteht im Prebersee eine natürliche Fischpopulation aus Elritze und Seesaibling, die bereits Mitte des 19. Jahrhunderts von Ignaz von Kürsinger erwähnt wurde. Später wurden Bachforelle und Regenbogenforelle eingebürgert, die im Pelagial über einen ausreichend hohen Sauerstoffgehalt verfügen. Unter den Weichtieren tritt Pisidium sp. aus der Gattung der Erbsenmuscheln besonders in den Schwingrasen am Nordufer häufig auf. Mit einer Planktonprobe am 4. Juli 1924 konnten die Arten Daphnia longispina, Diaphanosoma brachyurum, Acroperus harpae, Diaptomus denticornis, Copepoda juvenes, Cyclops sp., Asplanchna sp. und Ceratium sp. nachgewiesen werden.
In den letzten Jahren kam es durch eine Barschplage zu einem stetigen Rückgang des Saiblings- und Forellenbestandes sowie zum fast vollständigen Verschwinden der Elritze aus dem Prebersee. Um die ungehinderte Ausbreitung des ortsfremden Raubfisches einzudämmen und das ökologische Gleichgewicht wiederherzustellen, bedient man sich seit dem Winter 2014/15 einer speziellen Methode. Der für Fischbesatz und Bewirtschaftung zuständige 1. Tamsweger Fischereiverein versenkt im Oktober dutzende mit Ziegelsteinen beschwerte Christbäume im See. Plastikflaschen an der Wasseroberfläche dienen als Auftriebshilfe. Im April werden die Bäume mit den daran haftenden Laichschnüren des Barsches wieder herausgeholt und der Laich teilweise vernichtet und teilweise an Zuchtanstalten für Futterfische abgegeben.

### Funga
Aufgrund der außerordentlich hohen jährlichen Niederschlagsmengen sowie der beständig hohen Luftfeuchtigkeit bietet das Gebiet um den Prebersee ein reichliches Vorkommen an Mykorrhiza bildenden Großpilzen, auch wenn in den umliegenden Gebieten (Lungau, Steirische Krakau) deutlich weniger Großpilze wachsen. Vor allem die an den See und das Moorgebiet im Süden und Südwesten angrenzenden Hänge sind im Spätsommer und Frühherbst sehr pilzreich. Der Waldtyp ist als montaner bis subalpiner Fichtenwald zu bezeichnen, in den vielerorts Lärchen eingestreut sind. Der Boden besteht wie in den Schladminger Tauern aus Kristallingesteinen. Bedingt durch den Niederschlagsreichtum und der damit zusammenhängenden Bodenversauerung reagiert der Untergrund an den Hängen leicht sauer, im Moorbereich dagegen relativ stark sauer. Der Wald ist äußerst nährstoffarm und durch Umweltgifte wie Phosphat oder Nitrat kaum beeinflusst. Dies bietet den bekannten Speisepilzarten (Eierschwammerl sowie Herrenpilz) beste Wuchsbedingungen und den selteneren, nähr- und stickstofffliehenden Pilzarten ein wertvolles Refugium.
Im August 2013 wurde das Gebiet um den Prebersee anlässlich der Mykologischen Dreiländertagung in Tamsweg bei einer Tagesexkursion mykologisch erkundet. Folgende seltenen Arten konnten beispielsweise nachgewiesen werden: Laetiporus montanus (Nadelwald-Schwefelporling), Inocybe calamistrata (Blaufüßiger Risspilz), Leccinum vulpinum (Nadelwald-Rotkappe), Lactarius aspideus (Schild-Milchling), Amanita umbrinolutea (Zweifarbiger Scheidenstreifling), Cortinarius crassus (Dickfleischiger Schleierling), Ramaria schildii (Abgestutzte Koralle).

## Tourismus

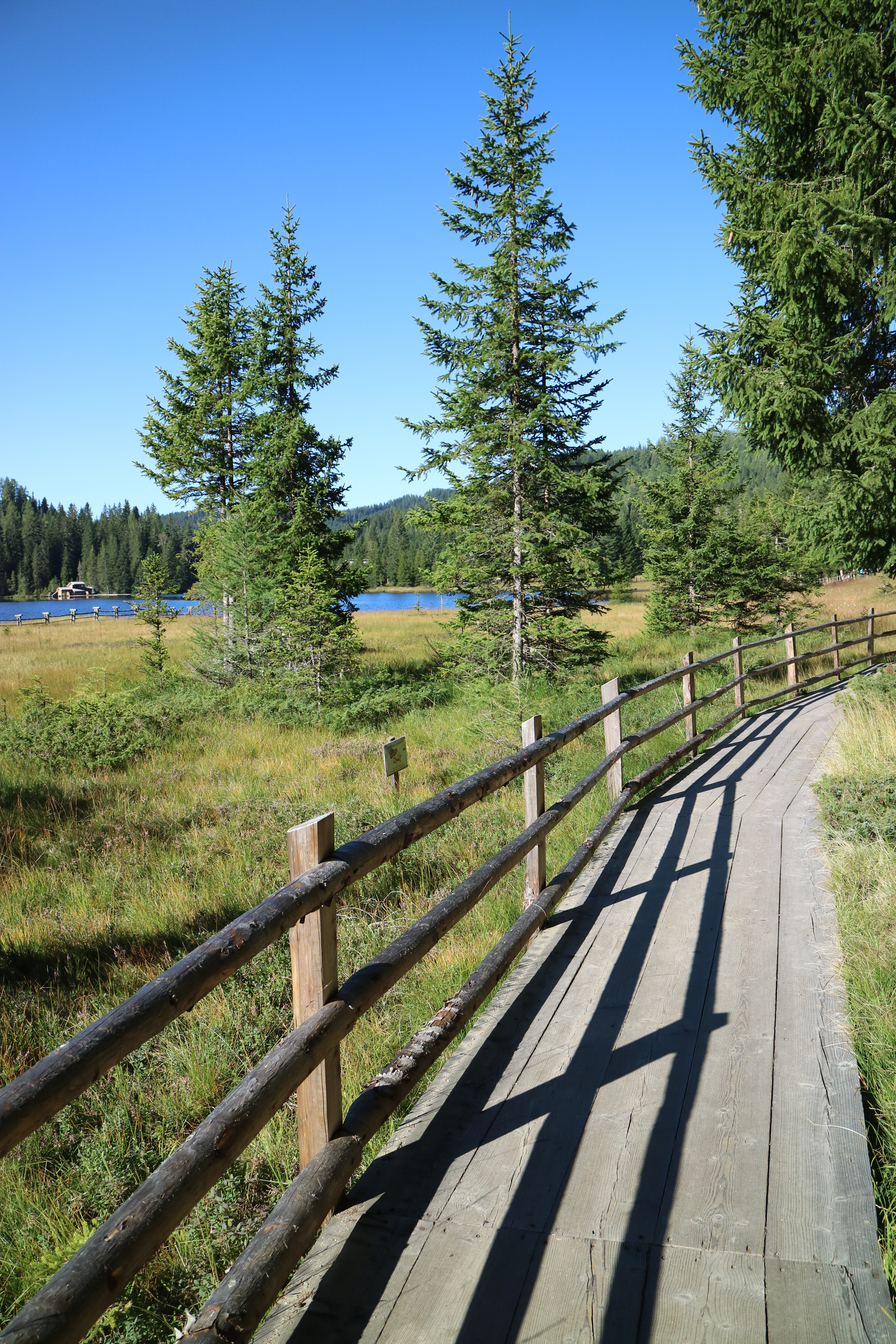
Moorlehrpfad am Nordufer

Der im Besitz der Österreichischen Bundesforste befindliche Prebersee gilt aufgrund der leichten Erreichbarkeit als beliebtes Ausflugsziel. Je ein großer Parkplatz nordöstlich des Sees und beim Gasthof Ludlalm dienen als Ausgangspunkte für die etwa 45-minütige Seerunde auf dem Moorlehrpfad sowie Wanderungen auf den Preber oder zur Grazer Hütte. Zudem existieren Mountainbike-Strecken und Langlaufloipen.
Trotz großer Meereshöhe und entsprechender Wassertemperaturen wird der Prebersee gern als Naturbadesee genutzt. 1992 musste die Behörde aus hygienischen Gründen infolge des großen Andrangs ein vorübergehendes Badeverbot verhängen. Danach wurden zahlreiche Maßnahmen zum Schutz des empfindlichen Ökosystems getroffen, darunter eine Abschirmung der Moore und der torfigen Uferbereiche von den Besucherströmen sowie fallweise Beobachtungen der Gewässergüte durch das Land Salzburg. Das Baden ist an drei gekennzeichneten Stellen am West- bzw. Südostufer gestattet, die mikrobiologische Wasserqualität wurde in den Jahren 2014 bis 2018 durchgehend mit der Höchstnote „ausgezeichnet“ bewertet.
|                                                         | Mittelwert | Minimum | Maximum |
| ------------------------------------------------------- | ---------- | ------- | ------- |
| 1. Junihälfte                                           | 14,4       | 9,1     | 17,7    |
| 2. Junihälfte                                           | 16,9       | 12,7    | 20,0    |
| 1. Julihälfte                                           | 18,6       | 15,6    | 21,5    |
| 2. Julihälfte                                           | 18,3       | 16,9    | 19,2    |
| 1. Augusthälfte                                         | 16,8       | 14,5    | 18,0    |
| Wassertemperatur in 30 cm Tiefe in den Jahren 2006–2010 |            |         |         |

Ein Brauchtum der besonderen Art ist das Preberseeschießen, das jährlich am letzten Augustwochenende stattfindet. Die Teilnehmer zielen dabei auf die Spiegelbilder der Zielscheiben auf der Wasseroberfläche, wovon die Kugeln beim richtigen Aufprallwinkel auf die Scheiben abgelenkt werden. Die Ursprünge dieses Wasserscheibenschießens, wie es auch auf dem steirischen Schattensee üblich ist, liegen wahrscheinlich in der ersten Hälfte des 19. Jahrhunderts.

## Sage von der goldenen Egge

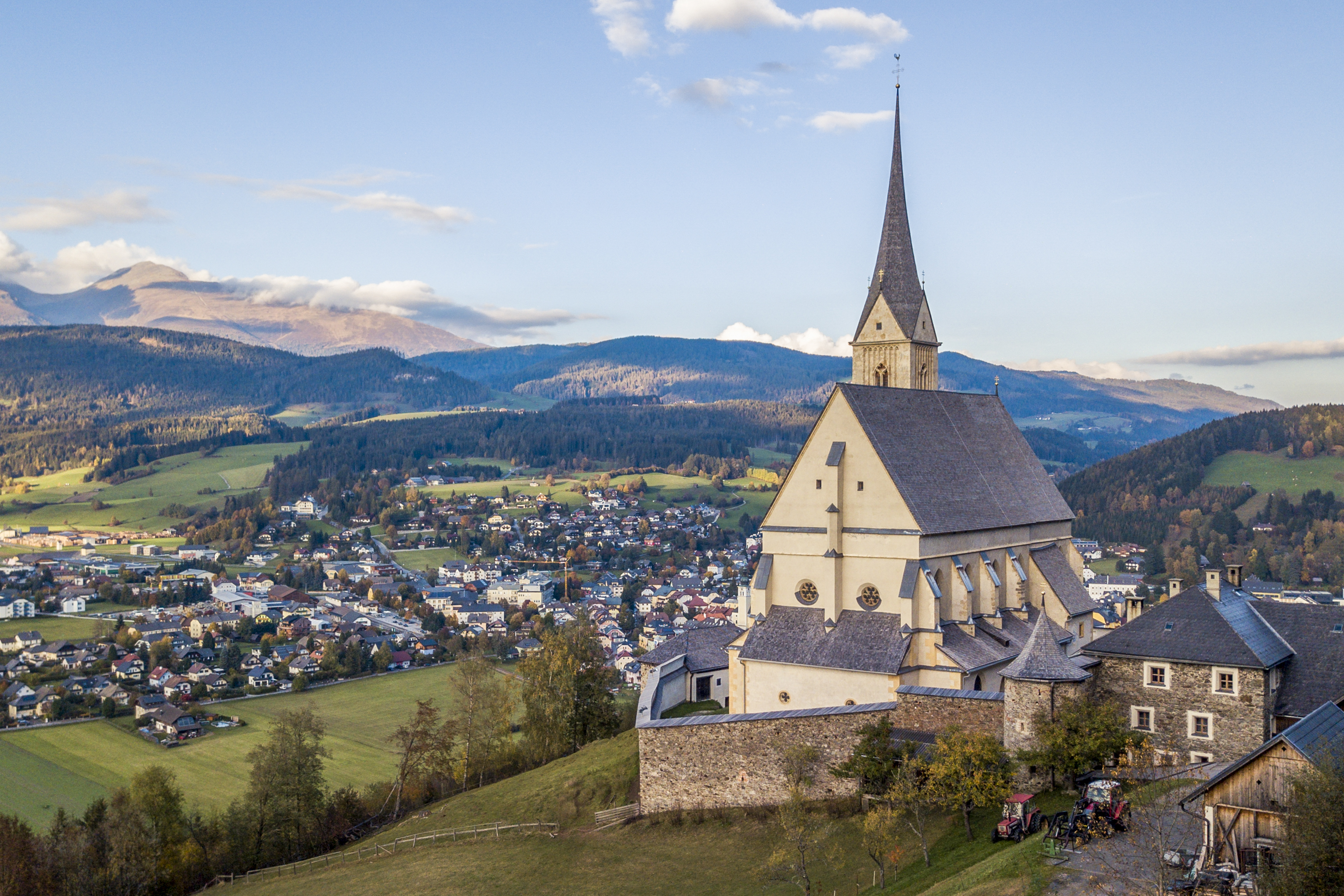
Kirche St. Leonhard ob Tamsweg, links am Horizont der Preber

Laut Volksglauben soll sich im Bischofwandloch (Kataster-Nr. 2624/1) am Trogleiteneck ein Goldschatz ungeahnten Ausmaßes, das sogenannte „Prebergold“, befinden. Eine bekannte Sage verlegte den Schatz – wohl wegen der charakteristischen, an Goldnuggets erinnernden Reflexion des Sonnenlichts im dunklen Seewasser – auf den Grund des Prebersees. So soll er eines Tages in Form einer goldenen Egge an die Oberfläche gelangen, nachdem der See über die Ufer getreten ist und den gesamten Murboden überschwemmt hat.
Franz Valentin Zillner hielt die Sage 1863 mit folgendem Wortlaut fest:

„Die goldene Egge wird in Lungau auf dem Hügel gefunden werden, auf welchem die schöne
Leonhardskirche steht. Wenn die Fluten des ausgetretenen Prebersees Tamsweg zerstört haben, und bis auf die Höhe jenes Hügels werden emporgestiegen sein, wird die goldene Egge, welche mit herausgeschwemmt werden wird, so viel wert sein, um damit Tamsweg wieder neu aufbauen
zu können.“